# Evelyn Grill

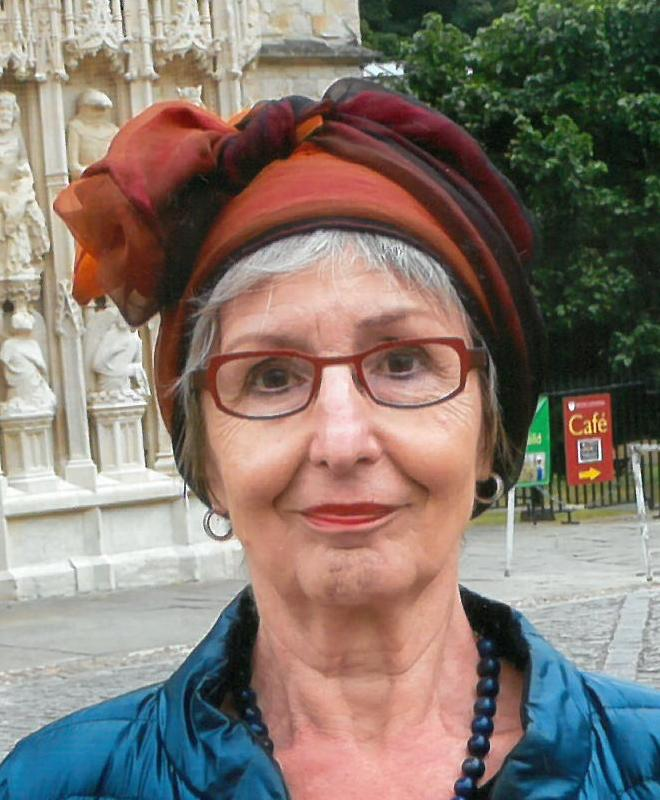
Evelyn Grill (2023)

Evelyn Grill (* 15. Jänner 1942 als Evelyn Holzapfel in Garsten in Oberösterreich; † 15. Oktober 2024 in Bad Goisern) war eine in Linz an der Donau lebende Schriftstellerin.

## Biografie
Evelyn Grill studierte Jura an der Johannes Kepler Universität in Linz und publizierte ab 1980 als freie Schriftstellerin in Literaturzeitschriften und im Rundfunk. Ab 1986 lebte sie in Freiburg im Breisgau, wo sie Kunstgeschichte und Spanisch studierte. 2018 übersiedelte die Autorin wieder nach Linz, danach nach Bad Goisern. 1986 und 1995 wurde sie zum Wettlesen um den Ingeborg-Bachmann-Preis eingeladen. 2017 wurde Grill mit dem Kulturpreis des Landes Oberösterreich ausgezeichnet. Das Germanistik-Institut der Universität Wien gab 2023 ein Sonderheft der Literaturzeitschrift „Die Rampe“ über Evelyn Grill heraus.

## Auszeichnungen
- 2005: Der Roman Vanitas oder Hofstätters Begierden wurde für den Deutschen Buchpreis nominiert.[4]
- 2006: Für den Roman Der Sammler erhielt sie den Otto-Stoessl-Preis.[5]
- 2017: Kulturpreis des Landes Oberösterreich[6]
- 2020: „Ehrenpreis Literatur“ des Reinhold-Schneider-Preises[7]

## Werke
- Rahmenhandlungen. Wiener Frauenverlag, Wien 1985, ISBN 3-900399-11-5
- Winterquartier. Verlag Bibliothek der Provinz, Weitra 1993, ISBN 3-900878-99-4
- Wilma. Suhrkamp Verlag, Frankfurt/M. 1994, ISBN 3-518-11890-0
- Hinüber. Suhrkamp Verlag, Frankfurt/M. 1999, ISBN 3-518-12097-2
- Ins Ohr. Suhrkamp Verlag, Frankfurt/M. 2002, ISBN 3-518-39916-0
- Vanitas oder Hofstätters Begierden. Residenz Verlag, St. Pölten 2005, ISBN 3-7017-1405-3
- Der Sammler. Residenz Verlag, St. Pölten 2006, ISBN 3-7017-1442-8
- Schöne Künste. LangenMüller, München 2007, ISBN 978-3-7844-3110-9
- Das römische Licht. Residenz Verlag, St. Pölten 2008, ISBN 978-3-7017-1503-9
- Das Antwerpener Testament. Residenz Verlag, St. Pölten 2011, ISBN 978-3-7017-1566-4
- Der Sohn des Knochenzählers. Residenz Verlag, St. Pölten 2013, ISBN 978-3-7017-1605-0
- Fünf Witwen. Erzählungen. Haymon Verlag, Innsbruck 2015, ISBN 978-3-7099-7169-7
- Immer denk ich deinen Namen. Haymon Verlag, Innsbruck 2016, ISBN 978-3-7099-7266-3
- Der Begabte. Residenz Verlag, St. Pölten 2019, ISBN 978-3-7017-1709-5
- Der Nachlass. Residenz Verlag, St. Pölten 2022, ISBN 978-3-7017-1753-8

Vom Residenz Verlag werden Grills Bücher seit 2005 in gebundener Form neu herausgegeben.